# Hainzirpe
Die Hainzirpe (Thamnotettix dilutior) ist eine Zwergzikade aus der Unterfamilie der Zirpen (Deltocephalinae).

## Merkmale
Die Zikaden werden 6,1–6,7 mm lang. Sie sind für Zwergzikaden relativ groß und schlank. Sie besitzen eine gelbbraune Grundfarbe. Die Flügeladern sind weiß. Vertex (Scheitel) und Pronotum weisen undeutliche orange-braune Flecke auf. An den Seiten des Scutellums (Schildchen) befindet sich jeweils ein blasser annähernd dreiecksförmiger Fleck, mittig befinden sich zwei dunkle Punkte. Die Art weist relativ große Ocelli (Punktaugen) auf. Deren Abstand zu den Facettenaugen entspricht ungefähr ihrem Durchmesser.

## Ähnliche Arten
- Thamnotettix confinis – hellgrüne Grundfarbe
- Thamnotettix exemptus – die hintere Randzelle weist zahlreiche querverlaufende Flügeladern auf

## Vorkommen
Die Art ist in der westlichen Paläarktis verbreitet. In Europa reicht ihr Vorkommen von Schweden und den Britischen Inseln im Norden bis in den Mittelmeerraum und nach Nordafrika. Im Osten reicht das Vorkommen in den Nahen Osten und nach Asien.

## Lebensweise
Die Imagines leben insbesondere an Eichen (Quercus), aber auch an anderen Laubbäumen. Dort findet man sie gewöhnlich auf den Blättern. Die Nymphen halten sich im Gegensatz dazu auf Gräsern auf. Die adulten Zikaden beobachtet man von Anfang Mai bis Anfang Oktober. Die Art ist ein so genannter Larvalüberwinterer.